# Jugendkirche Crossover

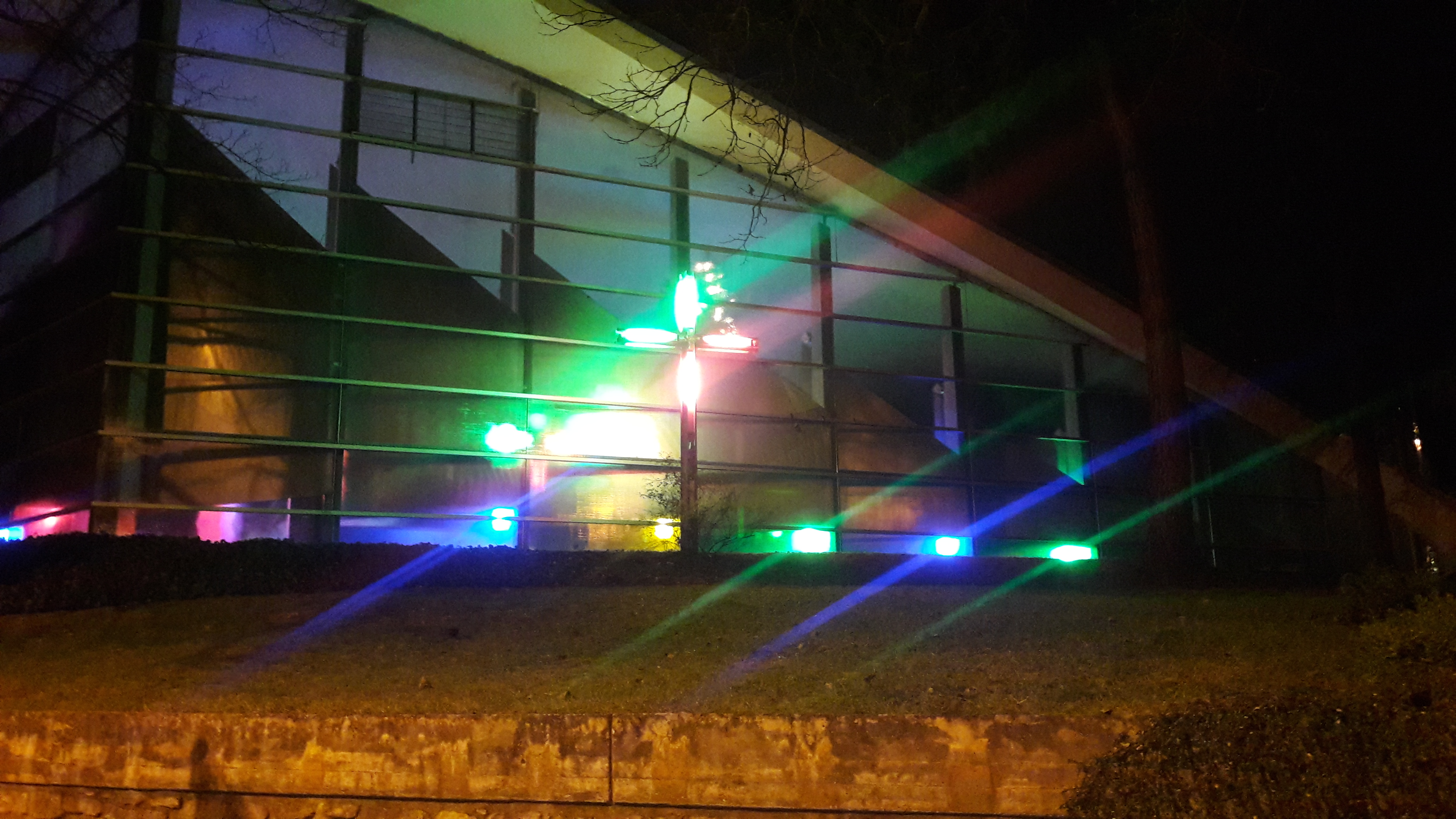
Kirche bei Nacht mit typischer CROSSOVER-Beleuchtung von der Tilemannstraße aus gesehen

Die Jugendkirche Crossover (in Eigenschreibweise „Jugendkirche CROSSOVER“, früher auch „Jugendkirche CROSS OVER“) ist eine Jugendkirche des Bistums Limburg in Limburg an der Lahn. Die Profilkirche befindet sich in den Räumen der Kirche St. Hildegard.

## Idee
Die Jugendkirche Crossover wurde am 17. Juli 2005 auf Initiative des damaligen Bischofs des Bistums Limburg Franz Kamphaus eingeweiht. Ziel war es, junge Menschen zu erreichen, die durch ihre Sozialisation nicht oder wenig mit der Kirche in Kontakt kommen oder nach der Erstkommunion oder Firmung den Kontakt mit der Kirche verlieren. Diese Jugendlichen sähen etwa die kirchliche Liturgie als fremd an, könnten sich mit den traditionellen Gottesdiensten nicht identifizieren und seien es nicht gewohnt, sich in feste Gruppen und Strukturen einzubinden. 2015 wurde das zehnjährige Jubiläum der Jugendkirche Crossover gefeiert. Im Rahmen dessen segnete der damalige Domkapitular Wolfgang Rösch das Jugendcafé Jugendstil ein.
Weitere Jugendkirchen des Bistums Limburg sind die Jugendkirche Jona in Frankfurt-Sachsenhausen und die Jugendkirche Kana in der Landeshauptstadt Wiesbaden.

## Konzept
Die Jugendkirche Crossover will eine Verbindung zwischen den heutigen Lebenswelten der Jugendlichen und der Kirche mit ihrem Glauben herstellen. Der Name Crossover stehe für das Kreuz als eine Brücke, die Himmel und Erde verbindet und die Gott zu den Menschen schlägt. Die Jugendkirche ist eine Einrichtung des Dezernats Kinder, Jugend und Familie des Bistums Limburg.

## Arbeitsbereiche
Spezielle Jugendgottesdienste finden in der Jugendkirche einmal im Monat und zu besonderen Terminen, wie als Christmette an Heiligabend statt. Diese werden in einer die Jugendlichen ansprechenden Weise gestaltet und von ihnen mit vorbereitet. Musik und Licht sind dabei wichtige Elemente. Christliche Spiritualität ist ein zentrales Element aller Veranstaltungen der Jugendkirche, wie bei Tagesausklängen während Freizeiten, religiösen Erfahrungsräumen bei Seminaren mit Schulklassen oder durch eigenständige Veranstaltungen wie Fahrten nach Taizé, Begleitveranstaltungen in der Karwoche oder Veranstaltungen während des Advents. Geistliche Begleitung und Einzelgespräche gehen auf den einzelnen Menschen ein. Weitere Projekte und Veranstaltungen sind etwa Adventsaktionen, Seminare sowie Musik- und Kulturveranstaltungen. Bei der schulnahen Jugendarbeit werden Jugendliche in ihrem Schulalltag begleitet und dabei unterstützt, wichtige soziale Kompetenzen zu entwickeln. Diese können sich kreativ mit ihren Lebenseinstellungen und -werten auseinandersetzen, an der Verbesserung ihrer Kommunikation und Kooperation arbeiten, Konflikte überwinden und neue Erfahrungen mit Religion und Spiritualität machen. Spezielle Jugendkonzerte mit Musikern wie Hanne Kah runden das Angebot ab.
Die Jugendkirche Crossover unterstützt die Katholische Jugendarbeit in Pfarreien, Pastoralen Räumen und Verbänden durch Beratung und Weiterbildung von Mitarbeitern. Die Arbeit mit Firmbewerbern unter dem Namen FirmXPerience bildet einen wichtigen Schwerpunkt der Jugendkirche. Die Firmanden können bei „Oasentagen“ einen Tag in der Jugendkirche verbringen und Fragen ihres Glaubens und Lebens nachgehen. Außerdem betreibt Crossover in Zusammenarbeit mit der Beratungsstelle jobaktiv des Bischöflichen Ordinariats Limburg seit 2015 das Café Jugendstil in im Hof der Jugendkirche aufgestellten Containergebäuden. Ein Schwerpunkt der Arbeit im Schülertreff an der Jugendkirche Crossover ist auch die Arbeit zur Integration von Flüchtlingen, dazu gehören unterschiedliche Projekte, wie etwa Deutschkurse.
Das Team der Jugendkirche vertritt die Interessen von Jugendlichen in kirchlichen und kommunalen Gremien und gegenüber der Öffentlichkeit.
Die Jugendkirche ist Einsatzstelle für junge Menschen im Freiwilligen Sozialen Jahr oder im Bundesfreiwilligendienst.